# Aeroporto Internacional Ben Gurion
Aeroporto Internacional Ben Gurion (em hebraico:  נמל התעופה בן גוריון, Namal HaTe'ūfa Ben Gūryōn) é o maior aeroporto internacional de Israel e o que recebe mais tráfego, com cerca de 23 milhões de passageiros em 2018. Era conhecido como Aeroporto Wilhelma à época do Mandato Britânico da Palestina e como Aeroporto de "Lod" (Lida) de 1948 a 1973, quando seu nome foi mudado para homenagear o primeiro primeiro-ministro de Israel, David Ben-Gurion.
Seu código IATA é TLV e ICAO, LLBG.